# Защитник (футбол)

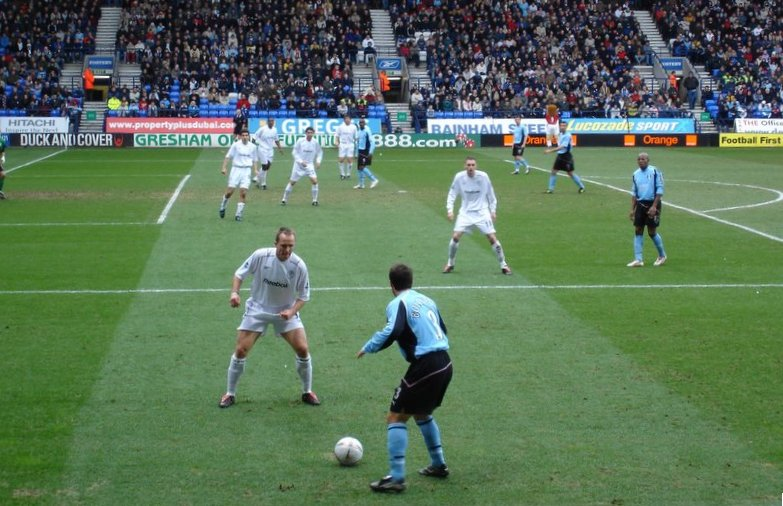
Защитник, на переднем плане в белом, стоит для предотвращения нападения

Защи́тник (англ. defender; устаревшее наименование бэк или фулбэк от англ. back — задний) — игрок, специализирующийся на выполнении оборонительных функций. В футболе действует между вратарём и полузащитниками, преимущественно на своей половине поля и чаще всего вблизи своей штрафной площади. Его основная цель — не давать нападающим противника возможности забить гол, обработать мяч, подойти к воротам, ударить по воротам.

## Центральный защитник
Центральный защитник (англ. Centre-back или centre half или central defender или stopper), как следует из названия, играет вблизи центральной оси поля. Основная цель — сохранить ворота в неприкосновенности и вообще не подпустить нападающих, обычно центрфорвардов, на ударную позицию. Центр поля — очень важная зона; помимо номинальных центральных нападающих сюда, к ним на помощь, могут прийти крайние нападающие либо полузащитники. В современном футболе команды играют в два, реже три центральных защитника, между которыми важна сыгранность.
Существует две основные оборонительные стратегии — зональная защита, когда каждый из защитников следит за определённой зоной поля, и персональная, когда каждый защитник следит за нападающим, которого ему указал тренер.
Обычно центральные защитники — физически крепкие, высокие игроки с отличным умением играть головой и действовать в отборе мяча. В слабых клубах на них ложится только функция защиты. Однако, для серьёзного клуба очень важно на этой позиции иметь грамотного игрока, способного видеть поле, умеющего отдать хороший пас, который может моментально перевести игру от обороны к атаке.
Часто центральные защитники идут в штрафную соперника при подаче угловых и розыгрыше штрафных, поскольку умение играть головой и высокий рост позволяют им забить гол.
Среди защитников такого типа известны Бобби Мур, Паоло Мальдини, Фабио Каннаваро.

## Крайний защитник

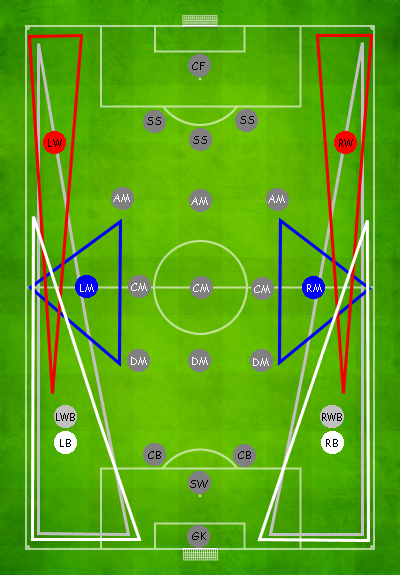
Диаграмма расположения и области действия традиционного крайнего защитника (LB/RB), современного крайнего защитника (LWB/RWB) и крайнего нападающего (LW/RW)

Крайние защитники действуют справа и слева от центральных, располагаясь почти на «бровке» поля. При игре в 4 защитника подключаются в атаку по своему флангу эпизодически. В настоящее время располагаются немного впереди центральных и совмещают роль с ролью крайнего полузащитника, что в английской терминологии называется вингбэк (англ. wingback от wing — крыло, в отличие от традиционного англ. back).
В построениях 5-3-2 и 3-5-2 они называются бровочниками или латералями (от итал. laterale — боковой) и выполняют огромный объём «беговой» работы, отвечая за всю бровку.
Их подключения в атаку позволяют использовать для атаки всю ширину поля, «растягивая» оборону соперника. Часто используются для прорыва по флангу с последующим навесом в штрафную.
Важными качествами для этой позиции являются скорость и выносливость.
Среди защитников такого типа известны Кафу, Роберто Карлос, Хавьер Санетти, Джанлука Дзамбротта.

## Свободный защитник
Свободный защитник, или свипер (англ. sweeper от англ. sweep up — подметать), или чистильщик, или либеро (итал. libero — свободный) — разновидность центрального защитника, использовавшаяся в итальянской схеме 1960-х годов катеначчо. Основной его задачей является отбор и «вынос» мяча, как только нападающий приближается с ним к воротам. У футболиста этого амплуа нет чёткого места на поле и «подопечного» игрока, с чем и связано его название. Как правило, свободные защитники располагаются за спинами партнёров по обороне, действующих персонально против форвардов соперника. Они выполняют чисто защитные функции и играют «на отбой». На этой позиции принято использовать футболистов с отличным видением поля и развитым предчувствием, ведь если либеро не сможет «подчистить» ошибку партнёра, то перед нападающим останется только вратарь.
Среди защитников такого типа известны Франц Беккенбауэр, Франко Барези.